# 木邦镇
木邦镇（緬甸語發音：[θèiɴnì]，皇家轉寫：Saen Wi，泰語發音：[sɛ̌ːn wǐː]，德宏傣文：ᥔᥦᥒᥴ ᥝᥤᥴ），缅语音译赛尼、登尼，掸语音译兴威、新維，是緬甸聯邦第一特區木邦縣木邦区駐地，位米界河北岸附近。距离臘戍以北28英里，海拔2,100英尺。

## 历史
明代時是雲南木邦府的治所。
在忽必烈建立的元朝瓦解后，木邦似乎成为掸族王国的中心，拥有瑞丽江与米界河谷地区的多个首都。约1738年，侨赏弥国（Kawsampi）被缅族人所终结，贡榜王朝将其肢解为多个小王国。在经历了大大小小的叛乱与内战后，木邦从最强大和人口众多的掸族王国变可怕的荒凉之地。自1888年被英国占领以来，虽人口有所提升，但依旧不及旧时的繁荣。旧时王都的遗址至今依旧诉说着旧时的繁华。

## 民族
木邦的民族以掸族为主、少数民族为景颇族、果敢族（云南人）、缅族、傈僳族、拉祜族和德昂族。